# Bezgova uhljevka
Bezgova uhljevka (znanstveno ime Auricularia auricula-judae) je gliva iz rodu uhljevk (Auricularia).

## Značilnosti
Na začetku je v obliki temno rjave školjke, kasneje se razpre in dobi obliko uhlja z nagubanim robom. Zgornji zunanji del ima žametasto površino in je svetlejši kod spodnji, ki ga prekriva vrsta nepravilnih gub. V suhem vremenu se skrči in otrdi, ko se navlaži, pa se vrne v prvotno obliko z želatinasto konsistenco.
Trosovnica je na notranji oziroma spodnji strani klobuka.
Na podlago je pritrjena direktno ali pa preko zelo kratkega beta.

## Razširjenost in življenjski prostor
Raste kot saprofit ali šibak zajedalec na starih vejah listavcev, najpogosteje na črnemu bezgu. Najdemo ga lahko čez vse leto, najbolj opazen je, ko nabrekne v vlažnem vremenu. Razširjena je po vsej Evropi. Nekoč so menili, da so podobne vrste na drugih celinah ravno tako bezgove uhljevke, novejše raziskave molekularne filogenije pa so pokazale, da gre za ločene vrste.

## Mikroskopske značilnosti
Trosni prah je bel. Trosi so gladki in klobasaste oblike. Velikost: 13-20 x 4-6 µm.

## Podobne vrste
- brestova uhljevka (Auricularia mesenterica)
- sočna uhljevka (Auricularia fuscosuccinea)
- drhtava žilnica (Phlebia tremellosa)
- smrekova zamazanka (Exidia nigricans)

## Uporabnost
Užitna. Uporablja se lahko na enak način kot v azijski kuhinji zelo cenjena Auricularia cornea.
Bezgove uhljevke so mnogi zeliščarji opisovali kot zdravilno gobo. Uporabljali so jo kot obkladek za zdravljenje vnetja oči. Zeliščar John Gerard iz 16. stoletja je priporočal pripravo tekočega izvlečka tako, da gobe skuhamo v mleku ali pa jih pustimo namočene v pivu, ki ga nato počasi srkamo za zdravljenje bolečega grla.
V tradicionalni kitajski medicini se ravno tako omenjajo uhljevke, le da gre v temu primeru za sorodno vrsto A. cornea. Po mnenju kitajskih zdravnikov lahko uživanje koristi zdravju ljudi z visokim krvnim tlakom ali rakom, ter preprečuje koronarno srčno bolezen in arteriosklerozo.
Novejše raziskave so v bezgovih uhljevkah našle polisaharide z antikoagulacijskim delovanjem - zaviranjem nastanka krvnih strdkov.

## Taksonomija
Vrsto je kot Tremella auricula prvič opisal Carl Linnaeus v svoji knjigi Species Plantarum iz leta 1753, pozneje (1789) pa jo je Jean Baptiste François Pierre Bulliard ponovno opisal kot Tremella auricula-judae. Leta 1822 je švedski mikolog Elias Magnus Fries sprejel Bulliardov epitet in vrsto prenesel v rod zamazank (Exidia) kot Exidia auricula-judae.
Joseph Schröter je vrsto leta 1888 premaknil v nov rod uhljevk (Auricularia).
Latinska beseda 'auricula' pomeni 'uhelj', 'Judae' pomeni 'Judovo'. Ime je povezano z Judom Iškarijotom zaradi prepričanja, da se je po izdaji Jezusa Kristusa obesil na bezgovo drevo. Po ljudskem izročilu so bezgove uhljevke edino, kar je ostalo, da nas spominja na njegov samomor.

## Galerija slik
- Ilustracija
- A. cornea v kitajski kuhinji